# Oláhbogát
Oláhbogát románul: Bogatu Român, falu Romániában, Erdélyben, Szeben megyében. Közigazgatásilag Pókafalva községhez tartozik.

## Fekvése
Kőhalomtól és Hévíztől délkeletre fekvő település.

## Története
Oláhbogát, Bogát nevét 1337-ben említette először oklevél Bogath néven.
További névváltozatai: 1600-ban Bogát, 1760–1762 között Olt-Bogáth, 1808-ban Bogát, 1861-ben Oláh Bogáth, 1888-ban Olt-Bogát 
(Bogátá), 1913-ban Oltbogát.
Nevezetességei közé tartozik a Bogáti-erdő a Brassóba vezető út mentén.
1910-ben 1312 lakosából 18 magyar, 1287 román volt. Ebből 16 római katolikus, 340 görögkatolikus, 948 görögkeleti ortodox volt.
A trianoni békeszerződés előtt Alsó-Fehér vármegye Kisenyedi járásához tartozott.